# Nilagiri
Nilagiri (Nilgiri, Raj Nilgiri) è una città dell'India di 14 745 abitanti, situata nel distretto di Balasore, nello stato federato dell'Orissa. In base al numero di abitanti la città rientra nella classe IV (da 10 000 a 19 999 persone).

## Geografia fisica
La città è situata a 21° 27' 29 N e 86° 46' 1 E e ha un'altitudine di 22 m s.l.m..

## Società

### Evoluzione demografica
Al censimento del 2001 la popolazione di Nilagiri assommava a 14 745 persone, delle quali 7 562 maschi e 7 183 femmine. I bambini di età inferiore o uguale ai sei anni assommavano a 1 908, dei quali 978 maschi e 930 femmine. Infine, coloro che erano in grado di saper almeno leggere e scrivere erano 8 869, dei quali 5 026 maschi e 3 843 femmine.